# ناثان مانينغ
ناثان مانينغ (بالإنجليزية: Nathan Manning)‏ هو محامي وسياسي أمريكي، ولد في 13 يناير 1982. حزبياً، نشط في الحزب الجمهوري. وقد انتخب عضو مجلس نواب أوهايو.

## وصلات خارجية
- الموقع الرسمي